# Hydnophora microconos
Hydnophora microconos är en korallart som först beskrevs av Jean-Baptiste Lamarck 1816.  Hydnophora microconos ingår i släktet Hydnophora och familjen Merulinidae. IUCN kategoriserar arten globalt som nära hotad. Inga underarter finns listade i Catalogue of Life.